# Paratriisodon henanensis
Paratriisodon henanensis és un gènere de mamífer extint de la família dels arctociònids que visqué a Àsia durant l'Eocè. Se n'han trobat restes fòssils a la Xina.